# Tetragnatha radiata
Tetragnatha radiata este o specie de păianjeni din genul Tetragnatha, familia Tetragnathidae, descrisă de Chrysanthus, 1975. Conform Catalogue of Life specia Tetragnatha radiata nu are subspecii cunoscute.